# Linxia
Linxia (chinês simplificado: 临夏) é uma cidade da República Popular da China, localizada na província de Gansu.
Em 1872, a cidade foi palco de uma importante batalha durante a Revolta Dungan.
Em 2006, a cidade tinha mais de 80 mesquitas.
Mesquitas de Linxia
- 1 Instrumentos tradicionais a acompanhar dança (Tibete, 1949)
- Machang Mosque, of the Xidaotang organization
- Mesquita de Chengjiao
- Mesquita de Suoma
- Mesquita de Dongguan
- Uma mesquita em Huancheng Xi Lu
- Sudoeste de Xin Xi Lu
- Mesquita Multicolorida
- Mesquita de Laohua
- Mesquita de Xinhua
- Mesquita de Qianheyan
- Mesquita de Xia Ershe, com um minarete no estilo pagode
- Mesquita de Tiejia
- Mesquita de Hanjia
- Mesquita de Shuiquan
- Mesquita de Nanguan